# Max von Müller

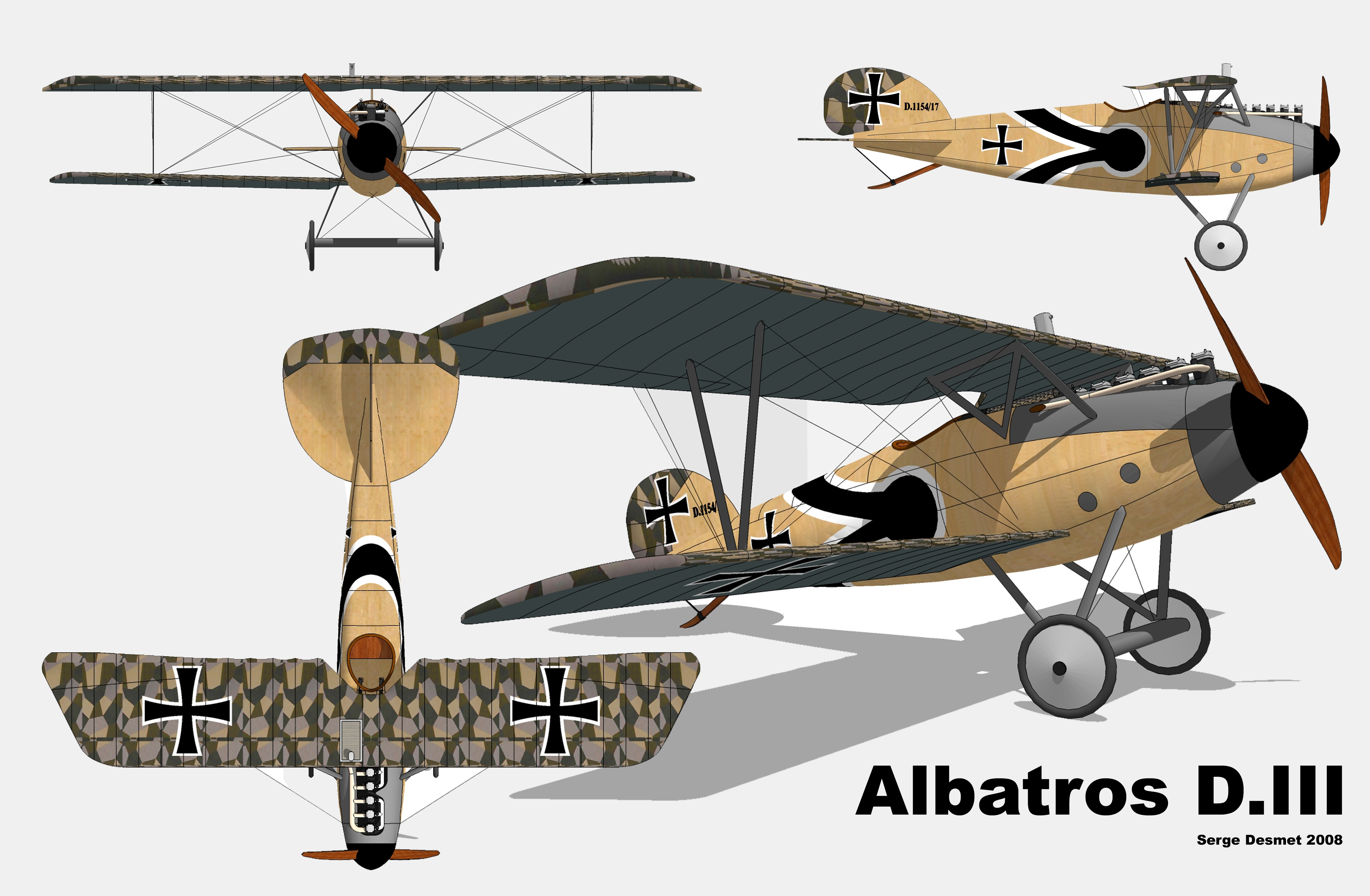
Albatros D.III z godłem osobistym Maxa Rittera von Müllera

Max Ritter von Müller (ur. 1 stycznia 1887 w Rottenburgu, zm. 9 stycznia 1918 pod Moorslede) – as lotnictwa niemieckiego Luftstreitkräfte z 36 zwycięstwami w I wojnie światowej. 

## Życiorys
Syn Maxa i Margaret z Wiesmuller praktykował u ślusarza, a 18 października 1908 roku zgłosił się do wojska.
Przed wybuchem I wojny światowej od 1911 roku służył w armii jako kierowca. W 1913 roku został szoferem bawarskiego ministra wojny. 18 kwietnia 1913 roku został mianowany Feldweblem (sierżantem). Po wielokrotnych prośbach został przeniesiony do lotnictwa. 1 grudnia 1913 roku rozpoczął szkolenie w szkole pilotów w Schliessheim. Po czterech miesiącach kursu uzyskał paten pilota 20 kwietnia 1914. Został przydzielony do FA1b jako pilot zwiadowca i po wykonaniu kilku misji uległ wypadkowi przy starcie, łamiąc obie nogi. 
Powrócił do służby 15 marca 1915 roku. Do maja 1916 roku wykonał ponad 160 lotów rozpoznawczych z kilku wychodząc tylko cudem z życiem. Za wybitne osiągnięcia został odznaczony jako pierwszy oficer Srebrnym Bawarskim Medalem za Odwagę (13 grudnia 1915). Wkrótce, po treningu w Manhaim, udało mu się uzyskać przeniesienie do jednostek myśliwskich. Najpierw został przydzielony do KEK Bantheville KEK B. 1 września 1916 roku został przeniesiony do utworzonej 20 dni wcześniej Jagdstaffel 2. Do końca listopada 1916 roku odniósł w eskadrze 5 zwycięstw. W momencie utworzenia Jagdstaffel 28 Muller wraz z Franzem Ray zostali do niej skierowani jako jej trzon. W Jasta 28 bardzo szybko stał się asem numer 1. Do końca czerwca 1917 odnosząc łącznie 19 zwycięstw. W końcu sierpnia został mianowany podporucznikiem. Na koniec września miał już na koncie 27 zwycięstw.
3 listopada został odznaczony Pour le Mérite. W tym też dniu na własną prośbę został przeniesiony do swojej pierwotnej jednostki Jagdstaffel 2. Po śmierci jej ówczesnego dowódcy podporucznika Walter von Bulow 6 stycznia Max Ritter von Müller został mianowany jej dowódcą mając na swoim koncie już 36 zwycięstw. Wśród pokonanych przez Maxa Ritter von Müller było 5 asów brytyjskich: William Alan Wright, Matthew Brown "Bunty" Frew, George Ai Brooke, Arthur Claydon, Kenneth Arthur Seth-Smith.
9 stycznia 1918 roku w czasie patrolu nad Moorslede Muller stoczył walkę z 3 samolotami brytyjskimi pilotowanymi m.in. przez: Roberta Chidlaw-Robertsa, Franka Sodena. Jego samolot został trafiony między innymi w zbiornik paliwa, który zaczął się palić. Albatros D.V, którym leciał wpadł w korkociąg. Muller, który nie nosił spadochronu wyskoczył z palącego się samolotu i roztrzaskał o ziemię. Jego ciało został pochowane z honorami.
Po wojnie został odznaczony Wojskowym Krzyżem Orderu Maksa Józefa i nadane mu zostało szlachectwo.

## Odznaczenia
- Pour le Mérite – 3 września 1917
- Order Maxa-Josepha
- Krzyż Żelazny I Klasy (Prusy)
- Krzyż Żelazny II Klasy (Prusy)
- Srebrny Bawarski Medal za Odwagę (Bawaria)
- Złoty Medal za Odwagę (Badenia-Winterbergia)